# مارماهی پاشلکی جنوبی
مارماهی پاشلکی جنوبی (نام علمی: Avocettina acuticeps) نام یک گونه از تیره مارماهی پاشلکی است.